# El castillo blanco
El castillo blanco (Beyaz Kale en turco) es una novela de 1986 escrita por el novelista turco Orhan Pamuk. La traducción al español corrió a cargo de Rafael Carpintero.

## Argumento
El castillo blanco cuenta la historia de un joven académico veneciano en el siglo XVII, que es tomado como prisionero por soldados otomanos mientras el buque en que viajaba se dirigía hacia Nápoles. Sus nuevos captores lo llevan a Estambul, donde termina pronto convertido en el esclavo de un intelectual de la corte real conocido simplemente como El Maestro, un hombre que le es tan parecido físicamente que bien podría ser su gemelo.
Como intelectual de la corte El Maestro intenta repetidamente instruir al joven sultán en materia de ciencia y tecnología, mientras compite con otros de los académicos que a su criterio son simples estúpidos. Eventualmente el sultán le solicita al maestro la construcción de una enorme arma metálica.
El esclavo italiano mientras tanto, recibe órdenes de enseñarle a su nuevo amo todo cuanto conoce de ciencia occidental. Sin embargo esta relación entre amo y esclavo cambia radicalmente cuando El Maestro comienza a preguntarse porque él y su sirviente son quienes son, y si es posible que lleguen a conocerse el uno al otro lo suficiente como para intercambiar lugares.

## Temas
La dinámica de la relación esclavo-maestro es un tema recurrente en todo El castillo blanco. Hoja, el maestro, intenta asumir superioridad sobre el narrador varias veces a lo largo de la historia, ya sea ridiculizándolo por su infancia, o por su debilidad y paranoia como esclavo. Sin embargo, Hoja pasa su tiempo tratando de aprender del narrador, y se frustra con el narrador cuando le niega el conocimiento. La dinámica maestro-esclavo continúa deteriorándose cuando los dos se dan cuenta de que son capaces de cambiar de identidad.
El poder del conocimiento es otro tema importante en El castillo blanco. El narrador y El Maestro son vistos como intelectuales. Sin embargo, aunque ninguno de los dos puede realmente afirmar que sabe más que el otro al principio, el conocimiento del narrador es contemporáneo y más científico que el de Hoja, que se filtra a través de otro idioma y luego se filtra nuevamente a través del dogma. Los modelos de los universos heliocéntrico y geocéntrico también representan a los dos hombres y sus puntos de vista sobre el mundo. El narrador ve y usa su conocimiento como una forma de ayudar, mientras que Hoja usa su conocimiento para hacer avanzar sus propias ambiciones.
La modernización, o más bien, el fracaso en la modernización, del Imperio Otomano se insinúa a lo largo de la historia, antes de convertirse en un símbolo importante durante el clímax. El fracaso del Imperio Otomano y sus contrapartes modernas, como Turquía, para modernizarse junto con sus rivales es un conflicto y un tema común en toda la obra de Pamuk. El fracaso de los otomanos para capturar a Dobbio es descrito por el narrador como su incapacidad para alcanzar algo puro, perfecto.
La ambigüedad del yo es un conflicto importante para el narrador. Cuando el narrador se encuentra por primera vez con Hoja, Hoja se ve igual a él, o al menos como el cree que se ve, pues no ha visto su reflejo en mucho tiempo. Hoja también se da cuenta de esto, y a medida que los dos hombres aprenden más el uno del otro, la comprensión de que Hoja podría intercambiar lugares con él y regresar a Italia sin ningún problema se convierte en una fuente de angustia para el narrador. Cuando Hoja no quiere visitar al sultán, envía al narrador en su lugar. También hay ambigüedad en el capítulo final del libro. El narrador poco confiable, muchos años después, afirma que se inspiró para escribir la historia mientras intercambiaba historias con un viajero. Si la historia realmente tuvo lugar o no, y si lo hizo, si el narrador fue el esclavo sin nombre o Hoja queda sin saber. Ni Hoja ni el narrador se mencionan, solo un vago "Él".